# Rui Hachimura
Rui Hachimura (八村 塁 Hachimura Rui?) (Toyama, Japón, 8 de febrero de 1998) es un jugador de baloncesto japonés, de ascendencia beninesa-japonesa, que pertenece a la plantilla de Los Angeles Lakers de la NBA. Ha sido internacional con la selección de baloncesto de Japón. Con una altura de 2,03 metros, desempeña las posiciones de alero y ala-pívot.

## Trayectoria deportiva

### Inicios
Hachimura nació en la Prefectura de Toyama en Japón, siendo hijo de madre japonesa y padre beninés. En su niñez, jugó al béisbol como cátcher y pitcher. El 29 de diciembre de 2013, Hachimura dirigió al equipo de baloncesto del Instituto Mesei a su segundo título en el torneo de baloncesto entre institutos de Japón, logrando 32 puntos en un 92–78 frente al Fukuoka University Ohori. En 2014, ayudó a su equipo ganar el torneo por segundo año consecutivo. En abril de 2015, Hachimura fue invitado a la Jordan Brand Classic, donde consiguió nueve puntos y cinco rebotes en el juego internacional. El 21 de noviembre de 2015, firmó una National Letter of Intent para jugar en el baloncesto universitario con Gonzaga Bulldogs de los Estados Unidos, siendo considerado por ESPN uno de los mejores jugadores internacionales que entraban a la universidad. El 29 de diciembre de 2015, logró 34 puntos, 19 rebotes y tres tapones para guiar a Mesei a su tercer título nacional de Japón consecutivo.

### Universidad
Se marchó a Estados Unidos y se unió a la universidad Gonzaga para jugar con los Bulldogs. Debutó el 11 de noviembre de 2016 ante Utah Valley, siendo el quinto japonés en toda la historia en disputar un encuentro en la División I de la NCAA. El 16 de marzo de 2017 ante South Dakota State, se convirtió en el primer japonés en toda la historia en disputar un encuentro en el Campeonato de la División I de la NCAA. En su primer año como freshman disputó 28 encuentros y promedió apenas 2,6 puntos.
En su segundo año disputó 37 encuentros, incluyendo dos como titular, y promedió 11,6 puntos.
Arrancó la temporada de su año júnior con 33 puntos ante Idaho State, el 6 de noviembre de 2018. Y finalizó siendo elegido como el WCC Player of the Year de 2019, liderando a su equipo en anotación (19,7 por encuentro). Tras tres temporadas dicidió presentarse al draft de la NBA.

#### Estadísticas
| Año     | Equipo  | PJ | PT | MPP  | %TC  | %3P  | %TL  | RPP | APP | ROB | TPP | PPP  |
| ------- | ------- | -- | -- | ---- | ---- | ---- | ---- | --- | --- | --- | --- | ---- |
| 2016–17 | Gonzaga | 28 | 0  | 4.6  | .528 | .286 | .542 | 1.4 | .1  | .2  | .1  | 2.6  |
| 2017–18 | Gonzaga | 37 | 2  | 20.7 | .568 | .192 | .795 | 4.7 | .6  | .5  | .5  | 11.6 |
| 2018–19 | Gonzaga | 33 | 33 | 30.4 | .609 | .469 | .741 | 6.6 | 1.6 | 1.0 | .8  | 20.1 |
| Total   | Total   | 98 | 35 | 19.4 | .588 | .333 | .748 | 4.4 | .8  | .6  | .5  | 11.9 |

### Profesional

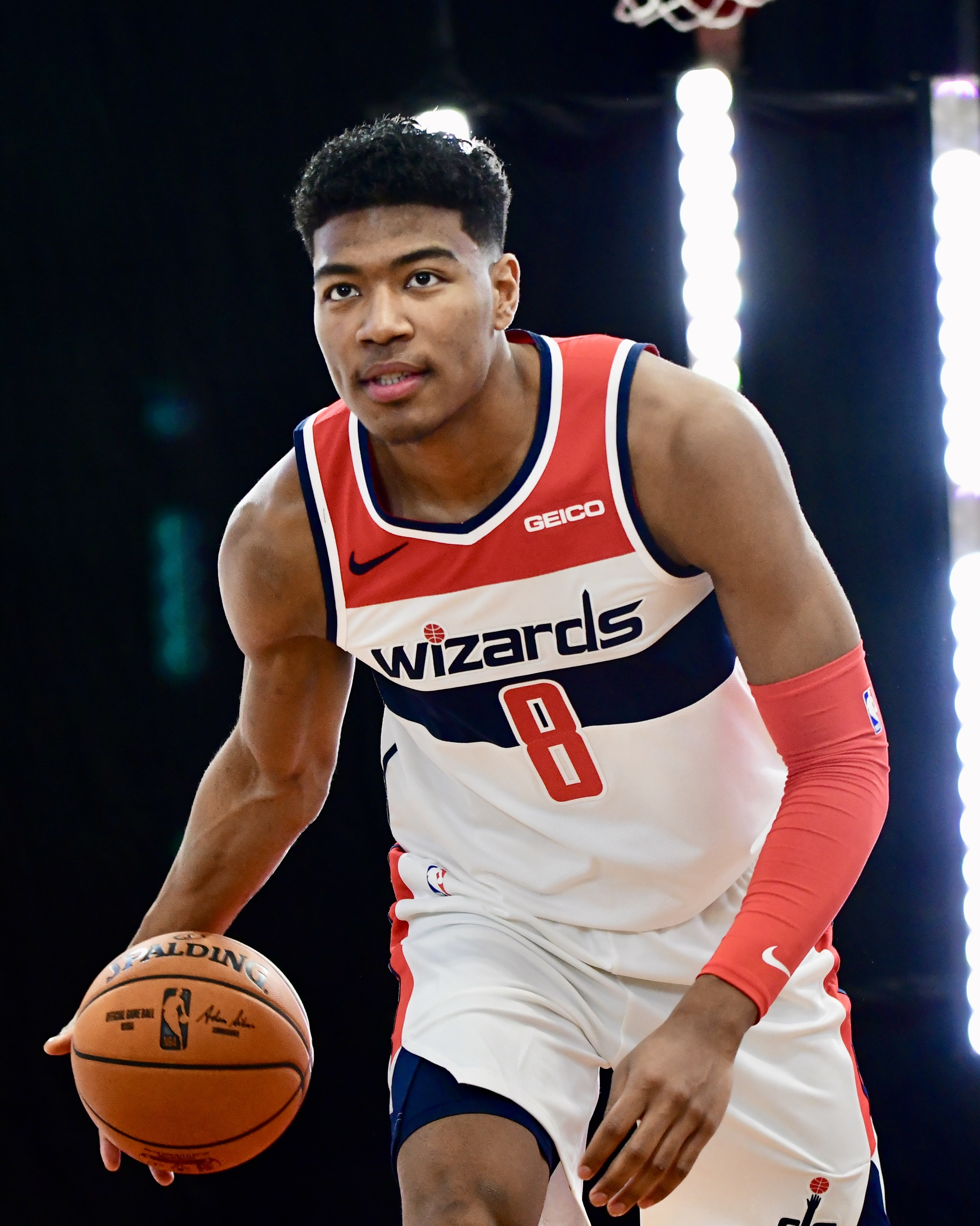
Hachimura con los Wizards en 2019.

Fue elegido en la novena posición del Draft de la NBA de 2019 por Washington Wizards. Al término de la temporada fue elegido en el segundo mejor quinteto de rookies.
Al inicio de su tercera temporada en Washington, Rui se ausentó varios encuentros por 'razones personales', y estuvo entrenado de forma individual, fuera del círculo del equipo. Tras volver a los entrenamientos, su primer partido oficial esa temporada se produjo el 9 de enero de 2022 ante Orlando Magic, tras perderse 39 encuentros.
El 23 de enero de 2023 fue traspasado a Los Angeles Lakers a cambio de Kendrick Nunn y tres futuras segundas rondas. El 30 de junio, acuerda una extensión con Los Lakers por 3 años y $51 millones.

### Selección nacional

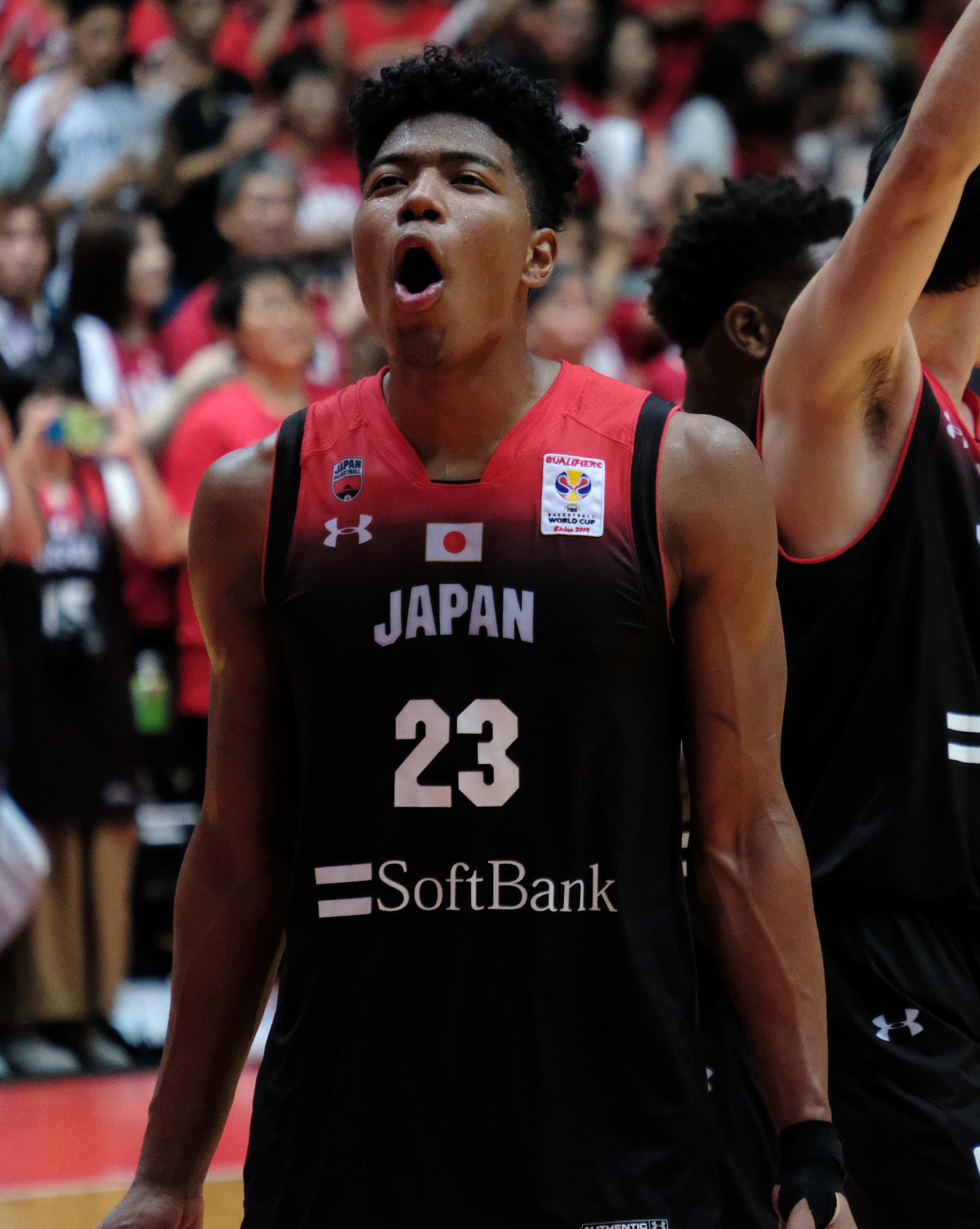
Hachimura con la selección de Japón en 2018.

Hachimura representa internacionalmente a Japón. En el Campeonato FIBA Asia Sub-16 de 2013 en Irán, promedió 22.8 puntos, 12.6 rebotes y 2.8 bloqueos en ocho partidos, guiando a su equipo a un tercer puesto. En abril de 2014, jugó el Albert-Schweitzer-Tournament en Alemania con la selección nacional sub-18 de Japón, terminando en el último lugar.
Japón terminó el 14 ° Campeonato Mundial FIBA Sub-17 2014 de los 16 equipos que compitieron, con Hachimura siendo máximo anotador del torneo de 22.6 puntos por juego, mientras que obtuvo 6.6 rebotes y 1.7 tapones durante la competición. Durante el torneo, logró 25 puntos frente al equipo de Estados Unidos que ganó el título; ese equipo incluía cuatro jugadores que fueron elegidos en el draft de la NBA 2017, Jayson Tatum, Josh Jackson, Caleb Swanigan e Ivan Rabb, además de otras futuras estrellas universitarias como Diamond Stone y Malik Newman.
Compitió por Japón en la Copa Mundial de Baloncesto Sub-19 de la FIBA de 2017, con un promedio de 20.6 puntos y 11.0 rebotes por partido. En un partido de clasificación para la Copa Mundial FIBA 2019, Hachimura anotó 25 puntos para ayudar a Japón a derrotar a Irán 70-56.
En verano de 2021, fue parte de la selección absoluta japonesa que participó en los Juegos Olímpicos de Tokio 2020, que quedó en decimoprimer lugar. Junto con la luchadora Yui Susaki fue el abanderado de Japón en la ceremonia de apertura de los juegos.
Fue elegido para integrar el equipo que disputaría el Mundial de 2023, pero finalmente fue descartado para poder preparar mejor la siguiente temporada NBA.
Entre julio y agosto de 2024 fue parte de la selección absoluta de Japón, que disputó los Juegos Olímpicos de París, finalizando en decimoprimera posición.

## Estadísticas de su carrera en la NBA

### Temporada regular
| Año     | Equipo      | PJ  | PT  | MPP  | %TC  | %3P  | %TL  | RPP | APP | ROB | TPP | PPP  |
| ------- | ----------- | --- | --- | ---- | ---- | ---- | ---- | --- | --- | --- | --- | ---- |
| 2019-20 | Washington  | 48  | 48  | 30.1 | .466 | .287 | .829 | 6.1 | 1.8 | .8  | .2  | 13.5 |
| 2020-21 | Washington  | 57  | 57  | 31.5 | .478 | .328 | .770 | 5.5 | 1.4 | .8  | .1  | 13.8 |
| 2021-22 | Washington  | 42  | 13  | 22.5 | .491 | .447 | .697 | 3.8 | 1.1 | .5  | .2  | 11.3 |
| 2022-23 | Washington  | 30  | 0   | 24.3 | .488 | .337 | .759 | 4.3 | 1.2 | .4  | .4  | 13.0 |
| 2022-23 | L.A. Lakers | 33  | 9   | 22.4 | .485 | .296 | .721 | 4.7 | .7  | .2  | .4  | 11.2 |
| 2023-24 | L.A. Lakers | 68  | 39  | 26.8 | .537 | .422 | .739 | 4.3 | 1.2 | .6  | .4  | 13.6 |
| 2024-25 | L.A. Lakers | 59  | 57  | 31.7 | .509 | .413 | .770 | 5.0 | 1.4 | .8  | .4  | 13.1 |
| Total   | Total       | 337 | 223 | 27.7 | .496 | .381 | .764 | 4.9 | 1.3 | .6  | .3  | 12.8 |

### Playoffs
| Año   | Equipo      | PJ | PT | MPP  | %TC  | %3P  | %TL   | RPP | APP | ROB | TPP | PPP  |
| ----- | ----------- | -- | -- | ---- | ---- | ---- | ----- | --- | --- | --- | --- | ---- |
| 2021  | Washington  | 5  | 5  | 34.6 | .617 | .600 | .583  | 7.2 | 1.0 | .4  | .2  | 14.8 |
| 2023  | L.A. Lakers | 16 | 1  | 24.3 | .557 | .487 | .882  | 3.6 | .6  | .5  | .3  | 12.2 |
| 2024  | L.A. Lakers | 5  | 5  | 30.5 | .395 | .357 | .500  | 3.8 | .8  | .0  | .0  | 7.8  |
| 2025  | L.A. Lakers | 5  | 5  | 36.4 | .491 | .484 | 1.000 | 4.6 | 1.0 | .6  | .6  | 14.8 |
| Total | Total       | 31 | 16 | 28.9 | .531 | .485 | .772  | 4.4 | .8  | .4  | .3  | 12.3 |